# LG K10 2017
LG K10 2017은 2016년 12월 처음 공개되어 2017년 1월, 미국 라스베이거스에서 열린 CES 2017에 전시된 보급형 스마트폰이다. 대한민국에서는 LG X400이라는 이름으로 2017년 2월 13일 출시되었다. 전작으로부터 크게 달라진 점은 메모리가 2GB로 늘었으며, 저장 공간은 32GB로 크게 늘었다. 후면의 전원키에 지문인식 기능이 추가되었고, 전면 카메라가 120도 광각을 지원한다. 디자인은 전작과 곡면 글라스를 사용했다는 점은 같지만 메탈 소재가 사용되었고 배터리 커버에 헤어라인 패턴이 들어갔다.

## 운영 체제
안드로이드 7.0.1 누가를 탑재하여 출시되었다.

## 특수 기능

### 뷰티 샷
셀피 카메라를 찍을 때 자동으로 보정이 되는 기능이다. 주로 잡티를 흐리게 하고 피부톤을 밝게 하는 효과를 준다.

### 지문 인식
후면에 있는 전원 버튼에 지문을 대서 잠금을 푸는 기능이다. 기존의 K 시리즈에는 없었으나 2017년형으로 바뀌면서 상위 모델인 K8과 K10에는 지문인식 센서가 들어간다. 지문인식 센서는 구딕스사센서를 이용하는 것으로 알려졌다.

### 핑거 터치
후면의 지문 인식 센서를 이용하여 잠금 해제뿐만 아니라 화면 캡처나 셀프 카메라 촬영에 사용 가능한 기능이다.
- 잠금 해제 : 지문 인식 센서에 손가락을 올려 잠금을 푸는 기능이다.
- 화면 캡처 : 지문 인식 센서를 더블 터치한 후 손가락을 떼지 않고 유지하면 화면이 캡처된다.
- 셀피 촬영 : 지문 인식 센서에 손가락을 올려 셀피 카메라를 촬영할 수 있는 기능으로 일반 / 광각 모두 지원된다.

### 전면 광각 카메라
전면에 광각 120도의 카메라를 넣어서 보다 넓은 화각으로 사진을 촬영할 수 있다. X 스크린과 마찬가지로 카메라는 하나지만 LG V 시리즈처럼 일반 모드와 광각 모드를 모두 지원한다.

## 변형 기종

### LG X400 (LGM-K121S,K,L)
2017년 2월 13일 출시된 K10 2017의 대한민국 출시 모델이다. 다른 시장과 달리 LG K 시리즈가 대중화되어 있지 않은 대한민국 시장에는 LG X 시리즈의 일원인 X400이라는 이름으로 출시된다. 용량이 16GB에서 32GB로 증가하였다.

### LG X401 (LGM-X401S,L)
2017년 11월 7일, 대한민국 SK텔레콤과 LG U+을 통해 출시된 X400의 다운그레이드 모델이다. 내장메모리가 16GB로 줄어들고 지문인식 기능이 삭제되었다. 색상은 블랙만 출시되었다.

## 색상
- 블랙
- 블랙 골드
- 골드
- 티탄 (X400 제외)

## 같이 보기
- LG K
- LG K10
- LG X300
- LG K8 2017
- LG K4 2017
- LG K3 2017